# Comendador
Comendador – miasto w Dominikanie; stolica prowincji Elías Piña, liczy 27 908 mieszkańców (2012). Miasto położone jest około 255 km na północny zachód od Santo Domingo, przy granicy z Haiti. Zostało założone w 1868 roku. Główną działalnością gospodarczą jest rolnictwo.